# Lojze Kozar
Lojze Kozar [lójze kozár], rojen kot Kozár Alajos, slovenski rimskokatoliški duhovnik, pisatelj in prevajalec, * 11. november 1910, Martinje, † 29. april 1999, Odranci.
Rodil se je na Ogrskem, v Slovenski krajini očetu Jurju in materi Mariji (roj. Čerpnjak). Bil je krščen na sosednjem Gornjem Seniku, ki še danes pripada Madžarski. Kozar je leta 1937 končal študij na Teološki fakulteti v Mariboru in nato delal kot duhovnik v raznih krajih po Prekmurju in Goričkem. Svoja prva dela je že pred 2. svetovno vojno objavljal v prekmurskih listih (kot Novine, Marijin list, Kalendar Srca Jezušovoga), leta 1955 pa je pričel objavljati črtice v koledarju Mohorjeve družbe in postal njen stalni sodelavec. Kozar je v slovensko literaturo uvedel prekmursko-goričko pokrajino s Porabjem. V delih slika življenje in stiske tamkajšnih ljudi, istočasno pa v dela vpleta tudi avtobiografske podrobnosti. Napisal je več verskih priročnikov in teoloških spisov, obenem pa je bil tudi zbratelj narodne pesmi iz Prekmurja in Porabja.
Prejel je Odličje sv. Cirila in Metoda Slovenske škofovske konference (1990).
8. decembra 2015 se je uradno začel njegov postopek za razglasitev k svetnikom, s čimer je postal Božji služabnik.

## Izbrana bibliografija
- Takšen prag (1962) (COBISS)
- Pajkova mreža (1968) (COBISS)
- Materina ruta (1971) (COBISS), (1973) (COBISS)
- Licenciat Janez (1975) 1. del (COBISS), 2. del (COBISS), 1999 (COBISS)
- Pisma staršem (1975) (COBISS), (1977) (COBISS)
- Z Jezusom pri bratski mizi (1978) (COBISS)
- Vezi in zanke (1979) (COBISS)
- Premakljivi svečnik (1985) (COBISS)
- Kamen in srce (1986) (COBISS)
- Topla babičina dlan (1986) (COBISS)
- Neuničljivo upanje (1990) (COBISS), (2003) (COBISS)
- Njene postaje (1996) (COBISS)
- Moji konjički (1999) (COBISS)